# Сан Марко ла Катола
Сан Марко ла Катола (итал. San Marco la Catola) је насеље у Италији у округу Фођа, региону Апулија.
Према процени из 2011. у насељу је живело 1077 становника. Насеље се налази на надморској висини од 656 м.

## Становништво
Према резултатима пописа становништва 2011. у општини је живело 1.082 становника.
| 1931. | 1936. | 1951. | 1961. | 1971. | 1981. | 1991. | 2001. | 2011. |
| ----- | ----- | ----- | ----- | ----- | ----- | ----- | ----- | ----- |
| 3.547 | 3.556 | 3.781 | 3.024 | 2.639 | 2.194 | 1.794 | 1.515 | 1.082 |